# Patrówek
Patrówek – wieś w Polsce położona w województwie kujawsko-pomorskim, w powiecie włocławskim, w gminie Baruchowo.
W latach 1975–1998 miejscowość administracyjnie należała do województwa włocławskiego. Według Narodowego Spisu Powszechnego (III 2011) liczyła 131 mieszkańców. Jest trzynastą co do wielkości miejscowością gminy Baruchowo.